# It’s Only Love (песня Брайана Адамса и Тины Тёрнер)
«It’s Only Love» (с англ. — «Это только любовь») — песня канадского певца Брайана Адамса при участии американской певицы Тины Тёрнер. Выпущенная как сингл 25 октября 1985 года, песня была номинирована на премию «Грэмми» за лучшее вокальное рок-исполнение дуэтом или группой, а сопровождающее её видео выиграло премию MTV Video Music Award за лучшее выступление на сцене. Это был шестой и последний сингл с четвёртого студийного альбома Брайана Адамса Reckless (1984) и был включён в концертный альбом Тины Тёрнер Tina Live in Europe (1988), а также был добавлен в сборники лучших хитов обоих артистов: Anthology (2005) Адамса и All the Best (2004) Тёрнер. В январе 1986 года, песня достигла 15-го места в Billboard Hot 100 в США и 29-го места в Великобритании. 12-дюймовый сингл включал концертную версию 1985 года, которая позже вошла в альбом Tina Live in Europe (1988). 
Адамс рассказал Songfacts, что это было его самое памятное сотрудничество из всех, что он делал. Он объяснил: «Работать с Тиной Тёрнер было потрясающе. Я ходил на неё в клубы, когда мне было около 20 лет, прежде чем она достигла большого успеха. Было невероятно наблюдать за ней». Он добавил: «Для меня было большой честью петь с ней, особенно потому, что мне тогда было всего 24 года» .

## Музыкальное видео
Видео представляет собой концертный клип из тура Private Dancer Tour Тины Тёрнер 1985 года. Оно начинается с того, что Тёрнер в своём фирменном чёрном кожаном мини-платье и джинсовой куртке представляет молодого канадца Брайана Адамса. Затем он присоединяется к ней на сцене для живого исполнения песни.
Это был первый музыкальный клип, в котором использовалась камера Skycam.

## Участники записи
- Брайан Адамс — ведущий и бэк-вокал, ритм-гитара
- Тина Тернер — ведущий и бэк-вокал
- Томми Мэндел[англ.] — клавишные
- Кит Скотт[англ.] — соло-гитара
- Дэйв Тейлор[англ.] — бас-гитара
- Микки Карри[англ.] — ударные

## Участие в хит-парадах
| Хит-парад (1985–1986)              | Высшая позиция |
| ---------------------------------- | -------------- |
| Австралия (Kent Music Report)      | 57             |
| Австрия (Ö3 Austria Top 40)        | 30             |
| Бельгия/Фландрия (Ultratop 50)     | 22             |
| Великобритания (OCC UK Singles)    | 29             |
| Ирландия (IRMA)                    | 18             |
| Испания (AFYVE)                    | 34             |
| Канада (RPM Top Singles)           | 14             |
| Нидерланды (Dutch Top 40)          | 20             |
| Нидерланды (Single Top 100)        | 21             |
| Новая Зеландия (Recorded Music NZ) | 37             |
| США (Billboard Hot 100)            | 15             |
| США (Billboard Mainstream Rock)    | 7              |
| ФРГ (GfK)                          | 44             |
| Швейцария (Schweizer Hitparade)    | 16             |